# Капцево
Капцево (ранее — Богородское-Капцево, также Богородское) — село в составе Ивашевского сельского поселения Ильинского района Ивановской области России.

## География
Располагается на реке Капцева.

## История
Село расположено на месте древнейшего мерянского поселения. На месте села было языческое капище, которое разрушил ростовский епископ Исаия.
В Капцево располагалась усадьба Богородское — самая древняя из известных вотчин Воронцовых. Она была приобретена ростовским воеводой Ларионом Гавриловичем Воронцовым у стольника И. А. Нарбекова в 1694 году и окружающие её земли назывались Богородской лесной дачей. Ларион Вороноцов жил здесь до самой своей смерти в 1750 году.
Приобрело большую известность при Дмитрии Ростовском, о селе даже упоминалось на уроках в устроенном им училище.
После смерти Лариона Гавриловича село унаследовал младший из его сыновей — Иван Илларионович Воронцов. В дальнейшем усадьба принадлежала ветви Воронцовых, получившей прибавку Дашковы (Воронцовы-Дашковы).
В XVIII веке здесь имелись большой господский дом со службами, парк с голландским домиком, прудами и островками на них, садом, зверинцем с оленями и козами, великолепными березовыми аллеями вдоль подъездных дорог, винный и конский заводы, манеж. В 1757 году графом Иваном Иларионовичем Воронцовым в селе была построена каменная церковь в честь Владимирской иконы Богородицы. Согласно энциклопедическому словарю Брокгауза и Ефрона по дороге к Ростову до села Якимовского пролегал обсаженный на насколько верст липами проспект, в то же время, старожилы села вспоминают, что на самом деле обсаженная деревьями дорога (проспект) вела не к Якимовскому, а в сторону Нажеровки.
В XIX веке входило в состав Нажеровской волости Ростовского уезда Ярославской губернии.
В первой половине XIX века Богородское имение Воронцовых разорилось. Оно было описано и заложено в Московском опекунском совете. В результате к концу XIX века село пришло в упадок  и от былого величия остались лишь жалкие следы.
В дальнейшем судьба усадьбы противоречива. Согласно одним данным, в конце 70-х годов XIX века Воронцовы-Дашковы продали всю Богородскую лесную дачу генералу Антонию Федоровичу Павлову (левый берег Лахости) и московскому купцу Ефиму Егоровичу Кулешову (правый берег Лахости)., согласно другим данным — в 1907 году Капцево числилось за графом Илларионом Ивановичем Воронцовым-Дашковым (умер в 1916 году), то есть продолжало оставаться во владении Воронцовых-Дашковых.
В 1913 году в селе была открыта земская больница.

## Население
| 1859 | 1914 | 2010 |
| ---- | ---- | ---- |
| 213  | ↗300 | ↘15  |

## Известные люди
Согласно известной легенде, получившей своё отражение даже в энциклопедическом словаре Брокгауза и Ефрона в Капцево проживала графиня Екатерина Романовна Дашкова, и здесь её посетила императрица Екатерина II во время своей поездки в Ростов в мае 1763 года. Однако на данный момент эти сведения опровергнуты — Капцево не числилось среди приданого Екатерины Романовны и не посещалось Екатериной II.
Есть предположение, что в Капцева воспитывался внук Лариона Гавриловича Воронцова — Семён Романович Воронцов после смерти своей матери.
В августе 1771 года в Богородском проживал граф Александр Романович Воронцов, племянник Ивана Илларионовича Воронцова. Сохранились письма Александра Романовича, написанные в Капцеве 2 и 3 августа 1771 года.
В Капцевской больнице в разное время работали революционер Э.А. Абрамович и патофизиолог Н.Т. Шутова.

## Достопримечательности
Близ Капцева имеется много курганов мерянского типа, наибольший из них называется Подгорное место.